# Paweł Poljański
Paweł Poljański (Wejherowo, 6 maggio 1990) è un ex ciclista su strada polacco, professionista dal 2014 al 2020.

## Palmarès
- 2012 (Ciclistica Sestese, una vittoria)

Campionati polacchi, Prova in linea Under-23

### Altri successi
- 2008 (Juniores)

Classifica a punti Giro della Lunigiana

## Piazzamenti

### Grandi Giri
- Giro d'Italia

2014: 50º
2016: 35º
2019: 89º
2020: 67º
- Tour de France

2017: 80º
2018: 94º
- Vuelta a España

2015: 35º
2017: 66º
2019: 57º

### Classiche monumento
- Liegi-Bastogne-Liegi

2015: ritirato
2016: 108º
2017: 70º
- Giro di Lombardia

2015: ritirato
2016: ritirato
2017: 77º
2018: ritirato
2020: ritirato

### Competizioni mondiali
- Campionati del mondo

Città del Capo 2008 - In linea Juniores: 37º
Geelong 2010 - In linea Under-23: 53º
Valkenburg 2012 - In linea Under-23: 48º
Ponferrada 2014 - In linea Elite: ritirato
Bergen 2017 - In linea Elite: 82º

### Competizioni europee
- Campionati europei

Verbania 2008 - In linea Junior: 59º
Offida 2011 - In linea Under-23: ritirato